# Hôpital Femme-Mère-Enfant
L’hôpital Femme Mère Enfant est un des pôles du centre hospitalier universitaire de Lyon. Rattaché au groupement Est des HCL ou GHE, il est situé à Bron.
Construit selon les plans d'Adrien Fainsilber dans une volonté de créer une unique structure liée à l'enfance, l'hôpital, ouvert en 2008, regroupe toutes les activités de gynécologie-obstétrique, néonatalogie, médecine et chirurgie pédiatriques des hospices de Lyon. Les urgences pédiatriques y sont également transférées.
Parfois qualifié d'« usine à bébés » et de « mastodonte architectural » il compte plus de 400 lits sur neuf niveaux et voit naître 4 000 enfants par an ; plus de 2 000 personnes y travaillent.

## Caractéristiques techniques du bâtiment
L'hôpital, de 84 000 m2 de surface hors œuvre nette, est construit entre 2003 et 2007 par les Ateliers AFA, pour un coût de 106 000 000 € hors taxes.

## Organisation fonctionnelle
L'hôpital est organisé en pôles, eux-mêmes organisés en services. Les services hébergent pour la plupart des centres de référence en maladies rares. En plus des soins médicaux, l'HFME propose des interventions psychologiques, une assistance sociale, des activités ludiques, et un suivi scolaire en partenariat avec l'éducation nationale. Les familles peuvent être hébergées sur le GHE à la Maison du Petit Monde.
- Urgences et réanimation pédiatriques
- Pôle spécialités pédiatriques médicales et chirurgicales
  - Service d'épileptologie clinique, des troubles du sommeil et de neurologie fonctionnelle de l'enfant
  - Service de chirurgie orthopédique, traumatologique et plastie
  - Service de néphrologie-rhumatologie-dermatologie pédiatriques
  - Service de neurologie pédiatrique
  - Service de gynécologie-obstétrique
  - Service de gastroentérologie, hépatologie et nutrition pédiatriques
  - Service de génétique
  - Service de médecine de la reproduction
  - Service de neurochirurgie pédiatrique
    - Centre de référence des craniosténoses et malformations cranio-faciales

  - Service de chirurgie uro-viscérale, thoracique et de transplantation de l'enfant
  - Service d'endocrinologie et de diabétologie pédiatriques et maladies héréditaires du métabolisme
  - Service de médecine physique et réadaptation pédiatrique- L'Escale
  - Service de pneumologie, allergologie, mucoviscidose
  - Service de psychopathologie du développement de l'enfant et de l'adolescent
  - Service d'ORL, de chirurgie cervico-faciale et d'audiophonologie pédiatrique
  - Consultation de chirurgie maxillo-faciale pédiatrique
- Pôle couple nouveau-né
  - Maternité
  - Gynécologie